# ناحیه کلمبوس، شهرستان لوس، میشیگان
ناحیه کلمبوس (به انگلیسی: Columbus Township) یک منطقهٔ مسکونی در ایالات متحده آمریکا است که در شهرستان لوس، میشیگان واقع شده‌است.
 ناحیه کلمبوس  ۲۰۴ نفر جمعیت دارد و ۲۶۳ متر بالاتر از سطح دریا واقع شده‌است.